# Finale au cheval d'arçons des championnats du monde de gymnastique artistique

## Médaillés
| Édition   | Lieu                                       | Or                                                             | Argent                                                       | Bronze                                     |
| --------- | ------------------------------------------ | -------------------------------------------------------------- | ------------------------------------------------------------ | ------------------------------------------ |
| 1903      | Anvers                                     | Georges Dejagere (FRA) Joseph Lux (FRA) Henricus Thyssen (NED) | -                                                            | -                                          |
| 1905      | Bordeaux                                   | Georges Dejagere (FRA)                                         | Marcel Lalue (FRA)                                           | Daniel Lavielle (FRA)                      |
| 1907      | Prague                                     | František Erben (BOH)                                          | Jules Rolland (FRA)                                          | Karel Sal (BOH)                            |
| 1909      | Luxembourg                                 | No pommel horse event held                                     | No pommel horse event held                                   | No pommel horse event held                 |
| 1911      | Turin                                      | Osvaldo Palazzi (ITA)                                          | Giorgio Zampori (ITA) Paolo Salvi (ITA)                      | -                                          |
| 1913      | Paris                                      | Giorgio Zampori (ITA)                                          | N. Aubry (FRA) Marcos Torres (FRA) Osvaldo Palazzi (ITA)     | -                                          |
| 1915-1917 | N'a pas eu lieu (Première Guerre mondiale) | N'a pas eu lieu (Première Guerre mondiale)                     | N'a pas eu lieu (Première Guerre mondiale)                   | N'a pas eu lieu (Première Guerre mondiale) |
| 1922      | Ljubljana                                  | Miroslav Klinger (TCH)                                         | Stanislav Indruch (TCH) Leon Stuckelj (YUG) Petar Sumi (YUG) | -                                          |
| 1926      | Lyon                                       | Jan Karafiat (TCH)                                             | Jan Gajdos (TCH)                                             | Ladislav Vacha (TCH)                       |
| 1930      | Luxembourg                                 | Josip Primozic (YUG)                                           | Petar Sumi (YUG)                                             | Jan Gajdos (TCH)                           |
| 1934      | Budapest                                   | Eugene Mack (SUI)                                              | Edy Steinemann (SUI)                                         | Jan Sladek (TCH)                           |
| 1938      | Prague                                     | Michael Reusch (SUI)                                           | Vratislav Petracek (TCH)                                     | Léo Schuermann (SUI)                       |
| 1942      | N'a pas eu lieu (Seconde Guerre mondiale)  | N'a pas eu lieu (Seconde Guerre mondiale)                      | N'a pas eu lieu (Seconde Guerre mondiale)                    | N'a pas eu lieu (Seconde Guerre mondiale)  |
| 1950      | Bâle                                       | Josef Stalder (SUI)                                            | Marcel Adatte (SUI)                                          | Walther Lehmann (SUI)                      |
| 1954      | Rome                                       | Grant Changinjian (URS)                                        | Josef Stalder (SUI)                                          | Viktor Chukarin (URS)                      |
| 1958      | Moscou                                     | Boris Shakhlin (URS)                                           | Pavel Stolbov (URS)                                          | Miroslav Cerar (YUG)                       |
| 1962      | Prague                                     | Miroslav Cerar (YUG)                                           | Boris Shakhlin (URS)                                         | Yu Lieh Feng (CHN) Takashi Mitsukuri (JPN) |
| 1966      | Dortmund                                   | Miroslav Cerar (YUG)                                           | Mikhail Voronine (URS)                                       | Takeshi Katō (JPN)                         |
| 1970      | Ljubljana                                  | Miroslav Cerar (YUG)                                           | Eizo Kenmotsu (JPN)                                          | Viktor Klimenko (URS)                      |
| 1974      | Varna                                      | Zoltan Magyar (HUN)                                            | Nicolai Andrianov (URS)                                      | Eizo Kenmotsu (JPN)                        |
| 1978      | Strasbourg                                 | Zoltan Magyar (HUN)                                            | Eberhard Gienger (FRG)                                       | Stojan Deltchev (BUL)                      |
| 1979      | Fort Worth                                 | Zoltan Magyar (HUN)                                            | Kurt Thomas (USA)                                            | Koji Gushiken (JPN)                        |
| 1981      | Moscou                                     | Li Xiaoping (CHN) Michael Nikolay (GDR)                        | -                                                            | Gyorgy Guczoghy (HUN) Yuri Korolev (URS)   |
| 1983      | Budapest                                   | Dimitri Bilozertchev (URS)                                     | Li Xiaoping (CHN) Gyorgy Guczoghy (HUN)                      | -                                          |
| 1985      | Montréal                                   | Valentin Mogilny (URS)                                         | Li Ning (CHN)                                                | Hiroyuki Konishi (JPN)                     |
| 1987      | Rotterdam                                  | Zsolt Borkai (HUN) Dimitri Bilozertchev (URS)                  | -                                                            | Lyubomir Gueraskov (BUL)                   |
| 1989      | Stuttgart                                  | Valentin Mogilny (URS)                                         | Andreas Wecker (GDR)                                         | Li Jing (CHN)                              |
| 1991      | Indianapolis                               | Valeri Belenki (URS)                                           | Guo Linyao (CHN)                                             | Li Jing (CHN)                              |
| 1992      | Paris                                      | Li Jing (CHN) Vitali Scherbo (CEI) Pae Gil-Su (PRK)            | -                                                            | -                                          |
| 1993      | Birmingham                                 | Pae Gil-Su (PRK)                                               | Andreas Wecker (GER)                                         | Karoly Schupkegel (HUN)                    |
| 1994      | Brisbane                                   | Marius Daniel Urzica (ROU)                                     | Eric Poujade (FRA)                                           | Donghua Li (SUI) Vitali Marinich (UKR)     |
| 1995      | Sabae                                      | Donghua Li (SUI)                                               | Huang Huadong (CHN)                                          | Yoshiavaki Hatakeda (JPN)                  |
| 1996      | San Juan                                   | Pae Gil-Su (PRK)                                               | Donghua Li (SUI)                                             | Alexei Nemov (RUS)                         |
| 1997      | Lausanne                                   | Valeri Belenki (GER)                                           | Eric Poujade (FRA)                                           | Pae Gil-Su (PRK)                           |
| 1999      | Tianjin                                    | Alexei Nemov (RUS)                                             | Marius Daniel Urzica (ROU)                                   | Nikolai Kryukov (RUS)                      |
| 2001      | Gand                                       | Marius Daniel Urzică (ROU)                                     | Xiao Qin (CHN)                                               | Olexander Beresh (UKR)                     |
| 2002      | Debrecen                                   | Marius Urzică (ROU)                                            | Xiao Qin (CHN)                                               | Takehiro Kashima (JPN)                     |
| 2003      | Anaheim                                    | Teng Haibin (CHN) Takehiro Kashima (JPN)                       | -                                                            | Nikolai Kryukov (RUS)                      |
| 2005      | Melbourne                                  | Xiao Qin (CHN)                                                 | Ioan Silviu Suciu (ROU)                                      | Takehiro Kashima (JPN)                     |
| 2006      | Aarhus                                     | Xiao Qin (CHN)                                                 | Prashanth Sellathurai (AUS)                                  | Alexander Artemev (USA)                    |
| 2007      | Stuttgart                                  | Xiao Qin (CHN)                                                 | Krisztian Berki (HUN)                                        | Louis Smith (GBR)                          |
| 2009      | Londres                                    | Zhang Hongtao (CHN)                                            | Krisztián Berki (HUN)                                        | Prashanth Sellathurai (AUS)                |
| 2010      | Rotterdam                                  | Krisztián Berki (HUN)                                          | Louis Smith (GBR)                                            | Prashanth Sellathurai (AUS)                |
| 2011      | Tokyo                                      | Krisztián Berki (HUN)                                          | Cyril Tommasone (FRA)                                        | Louis Smith (GBR)                          |
| 2013      | Anvers                                     | Kōhei Kameyama (JPN)                                           | Daniel Corral (MEX) Max Whitlock (GBR)                       | -                                          |
| 2014      | Nanning                                    | Krisztián Berki (HUN)                                          | Filip Ude (CRO)                                              | Cyril Tommasone (FRA)                      |
| 2015      | Glasgow                                    | Max Whitlock (GBR)                                             | Louis Smith (GBR)                                            | Kazuma Kaya (JPN) Harutyun Merdinyan (ARM) |
| 2017      | Montréal                                   | Max Whitlock (GBR)                                             | David Belyavskiy (RUS)                                       | Xiao Ruoteng (CHN)                         |
| 2018      | Doha                                       | Xiao Ruoteng (CHN)                                             | Max Whitlock (GBR)                                           | Lee Chih-kai (TPE)                         |
| 2019      | Stuttgart                                  | Max Whitlock (GBR)                                             | Lee Chih-kai (TPE)                                           | Rhys McClenaghan (IRL)                     |
| 2021      | Kitakyūshū                                 | Stephen Nedoroscik (USA)                                       | Weng Hao (CHN) Kazuma Kaya (JPN)                             | -                                          |
| 2022      | Liverpool                                  | Rhys McClenaghan (IRL)                                         | Ahmad Abu Al-Soud (JOR)                                      | Harutyun Merdinyan (ARM)                   |
| 2023      | Anvers                                     | Rhys McClenaghan (IRL)                                         | Khoi Young (USA)                                             | Ahmad Abu Al-Soud (JOR)                    |

## Tableau des médailles
Mis à jour après les championnats du monde de 2023.
| Rang  | Nation          | Or | Argent | Bronze | Total |
| ----- | --------------- | -- | ------ | ------ | ----- |
| 1     | Russie          | 9  | 5      | 6      | 20    |
| 2     | Chine           | 8  | 7      | 4      | 19    |
| 3     | Hongrie         | 7  | 3      | 2      | 12    |
| 4     | Suisse          | 4  | 4      | 3      | 11    |
| 5     | Yougoslavie     | 4  | 3      | 1      | 8     |
| 6     | France          | 3  | 7      | 2      | 12    |
| 7     | Grande-Bretagne | 3  | 4      | 2      | 9     |
| 8     | Roumanie        | 3  | 2      | -      | 5     |
| 9     | Corée du Nord   | 3  | -      | 1      | 4     |
| 10    | Japon           | 2  | 3      | 8      | 13    |
| 11    | Tchécoslovaquie | 2  | 3      | 3      | 8     |
| 12    | Allemagne       | 2  | 3      | -      | 5     |
| 12    | Italie          | 2  | 3      | -      | 5     |
| 14    | Irlande         | 2  | -      | 1      | 3     |
| 15    | États-Unis      | 1  | 2      | 1      | 4     |
| 16    | Bohême          | 1  | -      | 1      | 2     |
| 17    | Pays-Bas        | 1  | -      | -      | 1     |
| 18    | Australie       | -  | 1      | 2      | 3     |
| 19    | Chinese Taipei  | -  | 1      | 1      | 2     |
| 19    | Jordanie        | -  | 1      | 1      | 2     |
| 21    | Mexique         | -  | 1      | -      | 1     |
| 21    | Croatie         | -  | 1      | -      | 1     |
| 23    | Bulgarie        | -  | -      | 2      | 2     |
| 23    | Ukraine         | -  | -      | 2      | 2     |
| 23    | Arménie         | -  | -      | 2      | 2     |
| TOTAL | TOTAL           | 57 | 54     | 45     | 156   |